# 남방안데스사슴
남방안데스사슴(Hippocamelus bisulcus)은 사슴과 노루아과에 속하는 사슴의 일종이다. 우에물(huemul) 또는 칠레우에물로도 알려져 있다. 아르헨티나와 칠레의 산악 지대에서 발견되며, 멸종 위기종의 하나이다. 안데스산맥의 고지대 산과 추운 계곡에서 서식하는 안데스사슴속 2종의 사슴 중 하나이다.